# لار (آلهة)

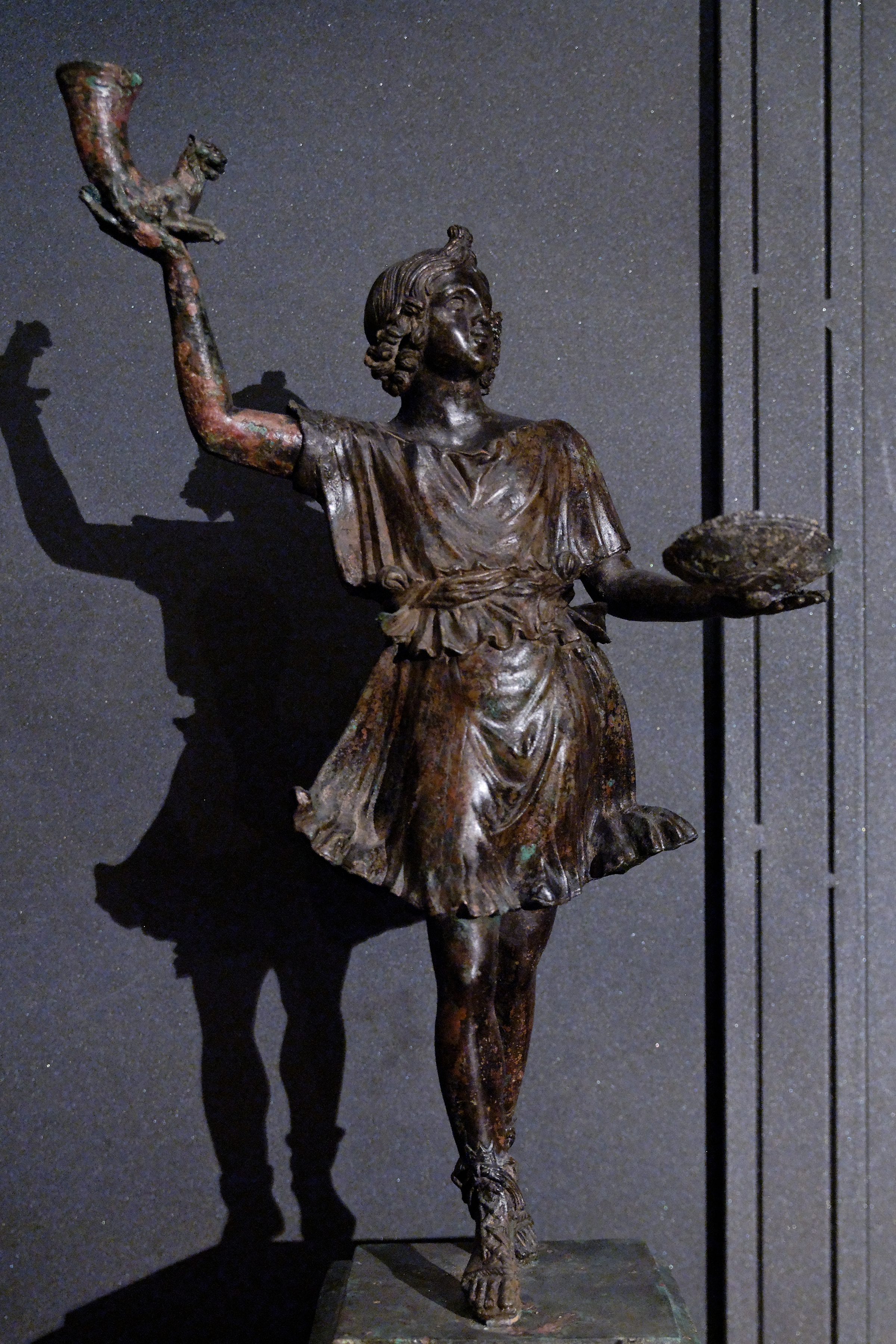
تمثال لار

لار هي آلهة الحماية عند شعب روما القديمة. أصلهم غير محدد، ومع حلول حقبة الجمهورية، تم تبجيلهم على هيئة تماثيل. في العصر الروماني القديم، كان في كل منزل تقريباً تمثال واحد أو أكثر للار، اعتقاداً من الشعب الروماني بأن اللار يعطي الحماية للأسرة والمنزل.